# Dichlorbenzylchloride
Dichlorbenzylchloride bilden eine Stoffgruppe, die sich sowohl vom Benzylchlorid als auch vom Chlorbenzol ableitet. Die Struktur besteht aus einem Benzolring mit angefügter Chlormethylgruppe (–CH2Cl) und zwei Chloratomen (–Cl) als Substituenten. Durch deren unterschiedliche Anordnung ergeben sich sechs Konstitutionsisomere mit der Summenformel C7H5Cl3. Dichlorbenzylchloride gehören somit zu den polychlorierten Toluolen.

## Vertreter
| Gefahrensymbol |

| Gefahrensymbol | Gefahrensymbol |

| Gefahrensymbol |

| Gefahrensymbol | Gefahrensymbol |

| Gefahrensymbol | Gefahrensymbol |

| Gefahrensymbol |

| Gefahrensymbol | Gefahrensymbol |

| Gefahrensymbol |

## Gewinnung und Darstellung
Die Dichlorbenzylchloride lassen sich aus Dichlortoluolen gewinnen.

## Verwendung
2,4- und 2,5-Dichlorbenzylchlorid werden als Zwischenprodukt zur Herstellung von Arzneistoffen (z. B. Oxiconazol) verwendet. 3,4-Dichlorbenzylchlorid wird als Zwischenprodukt zur Herstellung von anderen chemischen Verbindungen verwendet.